# Adrian Grbić
Adrian Grbić (Vienna, 4 agosto 1996) è un calciatore austriaco, attaccante del Lucerna.

## Carriera

### Club
Cresciuto nei settori giovanili del Rapid Vienna e dello Stoccarda, dopo avere mosso i primi passi nello Wiener Viktoria, il 15 luglio 2016 viene acquistato dall'Altach. Il 1º luglio 2019 viene acquistato a titolo definitivo dalla squadra francese del Clermont Foot, club militante in Ligue 2.
Il 10 gennaio 2020 realizza tre reti nel match vinto per 3-2 contro il Troyes.
L'8 luglio 2020 viene acquistato dal Lorient.
L'11 gennaio 2022 viene ceduto in prestito al Vitesse.
Il 31 gennaio 2023 il Lorient lo presta nuovamente, questa volta al Valenciennes.

### Nazionale
Ha giocato nelle nazionali giovanili austriache Under-16, Under-17, Under-18 ed Under-19.
Ha partecipato agli Europei Under-21 del 2019. Nel 2020 ha invece esordito nella nazionale maggiore austriaca.

## Statistiche

### Presenze e reti nei club
Statistiche aggiornate al 2 giugno 2023.
| Stagione        | Squadra         | Campionato      | Campionato | Campionato | Coppe nazionali | Coppe nazionali | Coppe nazionali | Coppe continentali | Coppe continentali | Coppe continentali | Altre coppe | Altre coppe | Altre coppe | Totale | Totale |
| Stagione        | Squadra         | Comp            | Pres       | Reti       | Comp            | Pres            | Reti            | Comp               | Pres               | Reti               | Comp        | Pres        | Reti        | Pres   | Reti   |
| --------------- | --------------- | --------------- | ---------- | ---------- | --------------- | --------------- | --------------- | ------------------ | ------------------ | ------------------ | ----------- | ----------- | ----------- | ------ | ------ |
| 2015-2016       | Stoccarda II    | DL              | 15         | 0          | -               | -               | -               | -                  | -                  | -                  | -           | -           | -           | 15     | 0      |
| 2016-2017       | Floridsdorfer   | EL              | 27         | 5          | CA              | 2               | 2               | -                  | -                  | -                  | -           | -           | -           | 29     | 7      |
| 2017-2018       | Altach          | BL              | 26         | 7          | CA              | 2               | 3               | UEL                | 6                  | 0                  | -           | -           | -           | 34     | 10     |
| 2018-2019       | Altach          | BL              | 16         | 4          | CA              | 2               | 1               | -                  | -                  | -                  | -           | -           | -           | 18     | 5      |
| Totale Altach   | Totale Altach   | Totale Altach   | 42         | 11         |                 | 4               | 4               |                    | 6                  | 0                  |             | -           | -           | 52     | 15     |
| 2019-2020       | Clermont Foot   | L2              | 26         | 17         | CF+CdL          | 1+2             | 0               | -                  | -                  | -                  | -           | -           | -           | 29     | 17     |
| 2020-2021       | Lorient         | L1              | 33         | 4          | CF              | 2               | 0               | -                  | -                  | -                  | -           | -           | -           | 35     | 4      |
| lug.-dic. 2021  | Lorient         | L1              | 16         | 1          | CF              | 1               | 0               | -                  | -                  | -                  | -           | -           | -           | 17     | 1      |
| gen.-giu. 2021  | Vitesse         | ED              | 14+2       | 0          | CO              | 2               | 0               | UECL               | 4                  | 1                  | -           | -           | -           | 22     | 1      |
| 2022-gen. 2023  | Lorient         | L1              | 2          | 0          | CF              | 1               | 1               | -                  | -                  | -                  | -           | -           | -           | 3      | 1      |
| Totale Lorient  | Totale Lorient  | Totale Lorient  | 51         | 5          |                 | 4               | 1               |                    | -                  | -                  |             | -           | -           | 55     | 6      |
| gen.-giu. 2023  | Valenciennes    | L2              | 14         | 9          | CF              | -               | -               | -                  | -                  | -                  | -           | -           | -           | 14     | 9      |
| Totale carriera | Totale carriera | Totale carriera | 191        | 47         |                 | 15              | 7               |                    | 10                 | 1                  |             | -           | -           | 216    | 55     |

### Cronologia presenze e reti in nazionale
| Cronologia completa delle presenze e delle reti in nazionale ― Austria | Cronologia completa delle presenze e delle reti in nazionale ― Austria | Cronologia completa delle presenze e delle reti in nazionale ― Austria | Cronologia completa delle presenze e delle reti in nazionale ― Austria | Cronologia completa delle presenze e delle reti in nazionale ― Austria | Cronologia completa delle presenze e delle reti in nazionale ― Austria | Cronologia completa delle presenze e delle reti in nazionale ― Austria | Cronologia completa delle presenze e delle reti in nazionale ― Austria |
| Data                                                                   | Città                                                                  | In casa                                                                | Risultato                                                              | Ospiti                                                                 | Competizione                                                           | Reti                                                                   | Note                                                                   |
| ---------------------------------------------------------------------- | ---------------------------------------------------------------------- | ---------------------------------------------------------------------- | ---------------------------------------------------------------------- | ---------------------------------------------------------------------- | ---------------------------------------------------------------------- | ---------------------------------------------------------------------- | ---------------------------------------------------------------------- |
| 4-9-2020                                                               | Oslo                                                                   | Norvegia                                                               | 1 – 2                                                                  | Austria                                                                | UEFA Nations League 2020-2021 - 1º turno                               | -                                                                      | 79’                                                                    |
| 7-9-2020                                                               | Vienna                                                                 | Austria                                                                | 2 – 3                                                                  | Romania                                                                | UEFA Nations League 2020-2021 - 1º turno                               | -                                                                      | 73’                                                                    |
| 7-10-2020                                                              | Klagenfurt am Wörthersee                                               | Austria                                                                | 2 – 1                                                                  | Grecia                                                                 | Amichevole                                                             | 1                                                                      |                                                                        |
| 11-10-2020                                                             | Belfast                                                                | Irlanda del Nord                                                       | 0 – 1                                                                  | Austria                                                                | UEFA Nations League 2020-2021 - 1º turno                               | -                                                                      | 82’ 90+2’                                                              |
| 11-11-2020                                                             | Lussemburgo                                                            | Lussemburgo                                                            | 0 – 3                                                                  | Austria                                                                | Amichevole                                                             | 1                                                                      | 46’                                                                    |
| 15-11-2020                                                             | Vienna                                                                 | Austria                                                                | 2 – 1                                                                  | Irlanda del Nord                                                       | UEFA Nations League 2020-2021 - 1º turno                               | 1                                                                      | 78’                                                                    |
| 18-11-2020                                                             | Vienna                                                                 | Austria                                                                | 1 – 1                                                                  | Norvegia                                                               | UEFA Nations League 2020-2021 - 1º turno                               | 1                                                                      | 65’                                                                    |
| 25-3-2021                                                              | Glasgow                                                                | Scozia                                                                 | 2 – 2                                                                  | Austria                                                                | Qual. Mondiali 2022                                                    | -                                                                      | 68’                                                                    |
| 31-3-2021                                                              | Vienna                                                                 | Austria                                                                | 0 – 4                                                                  | Danimarca                                                              | Qual. Mondiali 2022                                                    | -                                                                      | 82’                                                                    |
| Totale                                                                 |                                                                        | Presenze                                                               | 9                                                                      |                                                                        | Reti                                                                   | 4                                                                      |                                                                        |